# 777 (số)
777 (bảy trăm bảy mươi bảy) là một số tự nhiên ngay sau 776 và ngay trước 778.Con số 777 còn có ý nghĩa quan trọng trong hoạt động tôn giáo và  chính trị.

## Tầm quan trọng của tôn giáo
Theo Kinh thánh, Lamech, cha của Nô-ê đã sống được 777 năm.  Một số mối liên hệ tôn giáo đã biết với 777 được ghi nhận trong các phần bên dưới.

### Do Thái Giáo
Cả hai số 3  và 7 đều được coi là "số hoàn hảo" theo truyền thống Do Thái.

### Cơ Đốc Giáo
Theo ấn phẩm của Mỹ, Kinh thánh Nghiên cứu Chính thống giáo, 777 đại diện cho sự hoàn hảo gấp ba lần của Chúa Ba Ngôi.  Con số 777, bộ ba 7, có thể được đối chiếu với bộ ba số 6, cho Con số của quái vật là 666 (thay vì biến thể 616).

### Triết học tâm linh (Thelema)
777 cũng được tìm thấy trong tiêu đề của cuốn sách 777 và Các bài viết về lời nói hay khác của Aleister Crowley liên quan đến các điều luật thời cổ  xưa.

## Chính trị

### Phong trào Kháng chiến Afrikaner (Afrikaner Weerstandsbeweging)
Phong trào Kháng chiến Afrikaner (Afrikaner We hieusbeweging, AWB), một phong trào theo chủ nghĩa dân tộc Boer, tân Quốc xã và chủ nghĩa cực đoan da trắng ở Nam Phi, đã sử dụng số 777 làm biểu tượng của họ.
Con số đề cập đến chiến thắng của "số của Chúa" 7 trước số 666 của Quỷ dữ.  Trên cờ AWB, các con số được sắp xếp theo hình tam giác, giống như chữ vạn của Đức Quốc xã.

### Tin học
Trong lệnh chmod, change-access-mode của Unix, giá trị bát phân 777 cấp tất cả các quyền truy cập tệp cho tất cả các kiểu người dùng trong tệp.

## Thương mại

### Hàng không
Boeing, nhà sản xuất máy bay hàng không lớn nhất của Hoa Kỳ, đã cho ra mắt chiếc Boeing 777 (thường được đặt biệt danh là Triple Seven) vào tháng 6 năm 1995.  Họ 777 bao gồm 777-200, 777-200ER, 777-300, 777-200LR Worldliner, 777-300ER và 777 Freighter. -100 không được tiếp tục sản xuất do mất lãi. Trong thế kỷ 21, Boeing đã phát triển những gì sẽ được sử dụng cho một số hãng hàng không khác nhau, được gọi là Boeing 777X. Các dự án đã bị trì hoãn vì COVID-19, nhưng sẽ trở lại sản xuất bình thường.

### Tòa nhà 777 (777 Tower)
777 Tower là một tòa nhà văn phòng đặt tại Hoa Kỳ và nó được xây dựng vào năm 1991.

## Cờ bạc và sự may mắn
777 được sử dụng trên hầu hết các máy đánh bạc ở Hoa Kỳ để xác định một giải độc đắc. Vì được coi là một con số may mắn, tiền giấy có số sê-ri 777 có xu hướng được các nhà sưu tập và những người theo chủ nghĩa số học coi trọng. Sở đúc và in ấn của Hoa Kỳ bán các tờ tiền trị giá 777 đô la không được lưu thông vì lý do này.